# 拉里坦鎮區 (北達科他州巴恩斯縣)
拉里坦鎮區（英語：Raritan Township）是位於美國北達科他州巴恩斯縣的一個鎮區。

## 地方資料
拉里坦鎮區的面積為93.22平方千米，當中陸地面積為93.16平方千米，而水域面積為0.05平方千米。根據2010年美國人口普查的數據，當地共有人口95人，而人口密度為每平方千米1.02人。